# Jizerka
Jizerka är ett vattendrag i Tjeckien.   Det ligger i regionen Liberec, i den norra delen av landet, 100 km nordost om huvudstaden Prag.